# Балка Сагайдачок
Балка Сагайдачок — балка (річка) в Україні у Казанківському й Устинівському районах Миколаївської й Кіровоградської областей. Права притока річки Сагайдака (басейн Чорного моря).

## Опис
Довжина балки приблизно 13,24 км, найкоротша відстань між витоком і гирлом —11,02 км, коефіцієнт звивистості річки — 1,20. Формується декількома струмками та загатами. На деяких ділянках балка пересихає.

## Розташування
Бере початок у селі Новоолександрівка. Тече переважно на південний захід через село Мальчевське, понад селом Медове і на південно-західній стороні від села Докучаєве впадає в річку Сагайдак, ліву притоку річки Інгулу.

## Цікаві факти
- На балці існують водокачки, газгольдер, газова та артезіанська свердловини[2].